# Camille de Soyécourt
Camille de Soyécourt of Thérèse Camille de l'Enfant-Jésus (Parijs, 25 juni 1757 – aldaar, 9 mei 1849) was een Franse non uit de orde van Karmelietessen. Ze speelde een belangrijke rol in het herstel van de katholieke kerk in Frankrijk na de Franse Revolutie.

## Biografie
Camille de Soyécourt behoorde tot een adellijke familie die afkomstig was uit Picardië. Ze trad in 1784 op 27-jarige leeftijd in bij de Karmelietessen en haar overste kreeg van priores Louise Marie de opdracht om haar niet te verwennen.
Op 27 maart 1793 werd Soyécourt samen met haar medebewoners in Parijs gearresteerd. Ze werden vervolgens gevangen gezet in de Gevangenis van Sainte-Pélagie, waar ze op 11 mei weer werden vrijgelaten. Nadat de vrede weer terugkeerde in Frankrijk erfde ze een aanzienlijk vermogen van haar ouders. Met behulp van dit geld kocht ze het Karmelietenklooster aan de Rue Vaugirard in Parijs en bouwde hier een clandestien Karmelietessenklooster uit, waarvan ze in 1800 tot priores werd benoemd. Ze stelde de kerk ter beschikking aan de uit ballingschap teruggekeerde priester Maynaud de Pancémont, dat daarmee uitgroeide tot een katholiek brandpunt in Parijs.
In haar klooster nam ze zwervende en geïsoleerde karmelietessen op en verdeelde hen op in nieuwe groepen, zodat er nieuwe congregaties konden ontstaan. Op deze manier droeg Soyécourt actief bij aan de restauratie van de kloosters van onder andere Parijs, Bourges en Compiègne. Daarnaast hielp ze ook bij het opnieuw in leven blazen van de parochie van de Église Saint-Sulpice.
Na de excommunicatie van Napoleon Bonaparte door Paus Pius VII verspreidde ze kopieën van de bul. Hierop liet Napoleon haar oppakken en verbande hij haar naar Guise, waar ze tussen 1811 en 1813 verbleef. Ondanks dat bleef Napoleon haar bewonderen en verleende hij Soyécourt in 1813 amnestie.
In 1845 schonk ze het Karmelietenklooster aan de aartsbisschop van Parijs, Denys Affre, die in het klooster een school stichtte. Ze verhuisde naar een ander klooster in de buurt en zou daar op 91-jarige leeftijd overlijden.